# Lehtmetsa (Järva)
Lehtmetsa (Duits: Lechtmetz) is een plaats in de Estlandse gemeente Järva, provincie Järvamaa. De plaats heeft de status van dorp (Estisch: küla).
Tot in oktober 2017 lag het dorp in de gemeente Albu. In die maand werd Albu bij de fusiegemeente Järva gevoegd.

## Bevolking
Het dorp had 39 inwoners op 31 december 2011 en 23 inwoners op 31 december 2021.

## Ligging
Ten westen van Lehtmetsa ligt het Valgehobusemäe Suusa- ja Puhkekeskus (Valgehobusemäe Ski- en Recreatiecentrum), een ski- en recreatiegebied aan de voet van de heuvel Valgehobusemägi (106,5 meter boven de zeespiegel, maar slechts 43 meter boven het omringende landschap). Ten zuidwesten van de plaats ligt het moerasgebied Kakerdaja raba (6,7 ha), dat deel uitmaakt van het natuurpark Kõrvemaa maastikukaitseala (205,2 km²).

## Geschiedenis
Lehtmetsa werd voor het eerst genoemd in 1467 onder de naam Lechtmetze, een dorp op het landgoed van Lehtse. Rond 1630 ging het over naar het landgoed van Linnape. In 1838 werd Lehtmetsa een ‘semi-landgoed’ (Duits: Beigut, Estisch: poolmõis), een landgoed dat deel uitmaakt van een groter landgoed, in dit geval Albu. In 1910 werd Lehtmetsa opgekocht door de Russische Boerenleenbank, die het land verkocht aan de boeren die erop werkten.

## Foto's

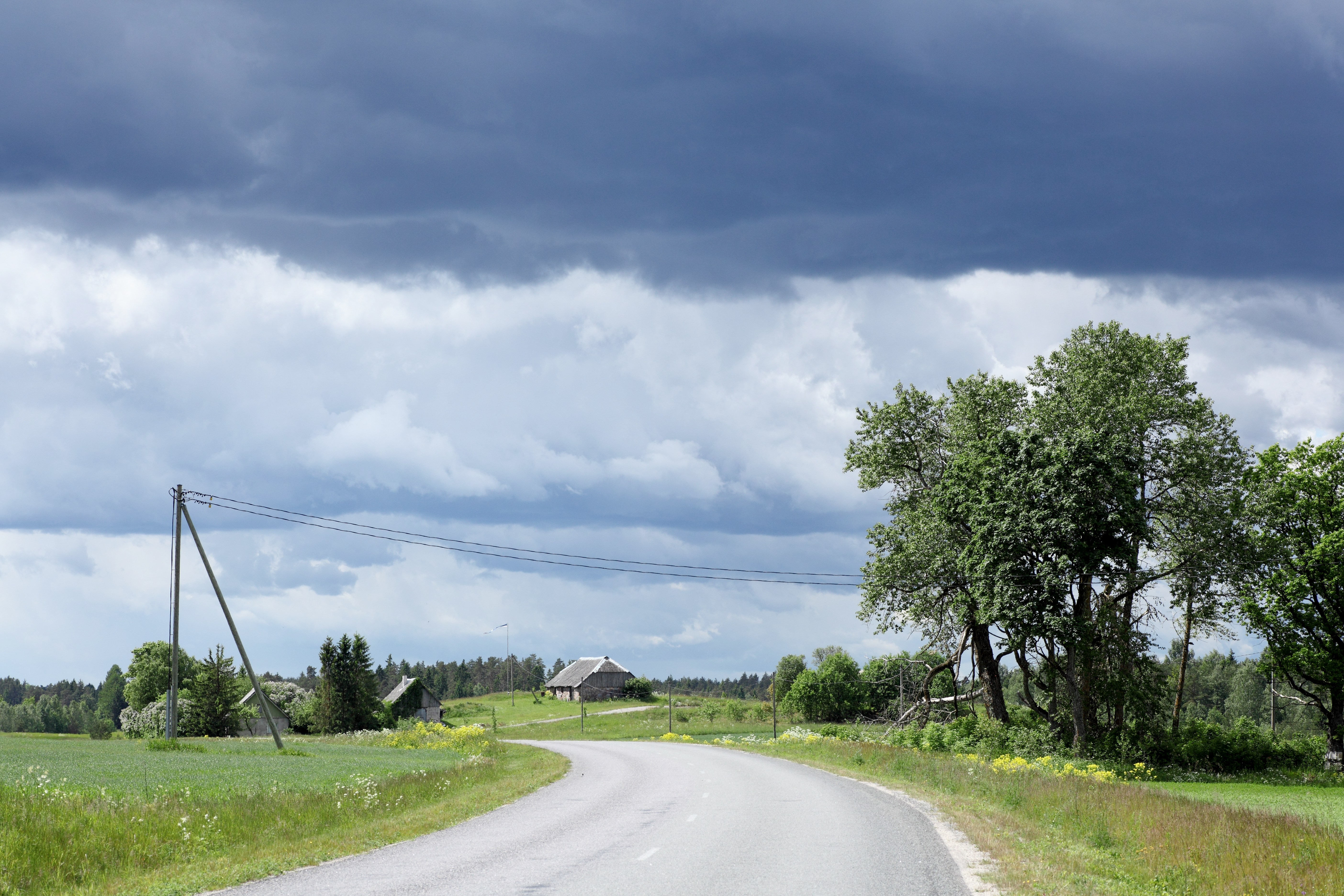
Het dorp Lehtmetsa
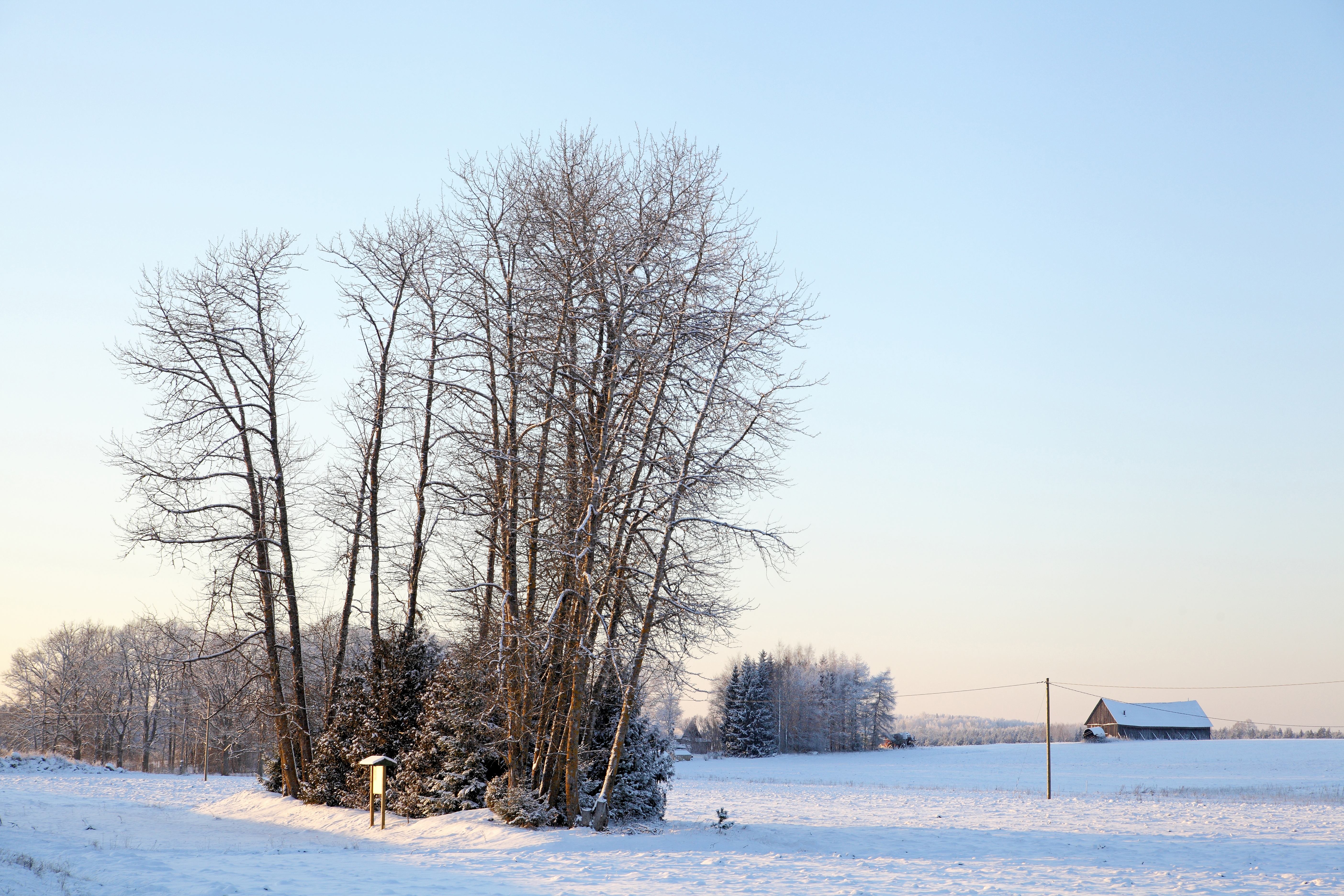
Lehtmetsa in de winter
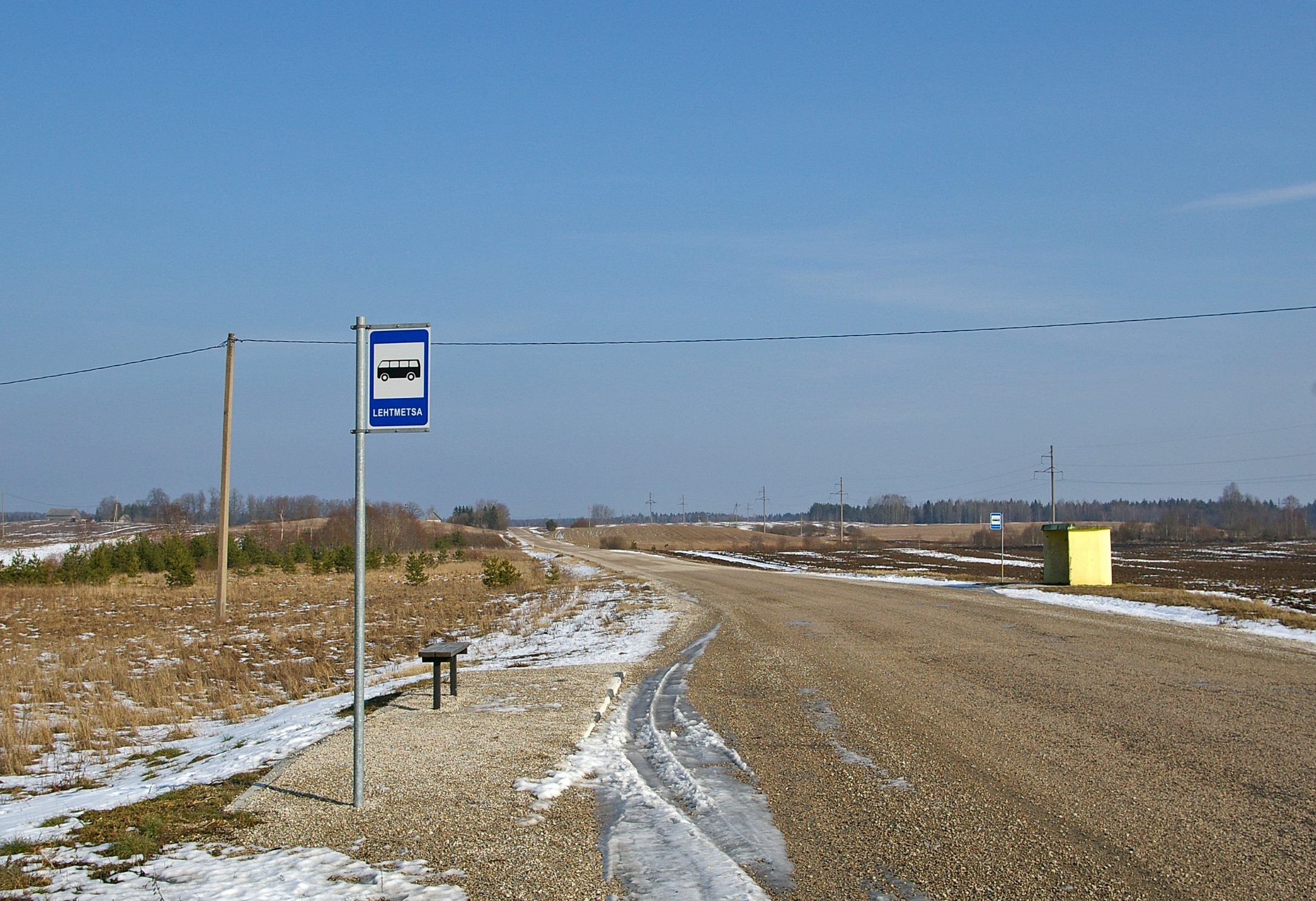
Bushalte